# Kikuko
Kikuko ist ein japanischer weiblicher Vorname.

## Herkunft und Bedeutung des Namens
Da japanische Namen auch in Kanji geschrieben werden, ist die Bedeutung des Namens äußerst vielseitig und kann sich je nach Schreibweise völlig verändern.

## Namensträgerinnen
- Takamatsu Kikuko (高松宮妃 喜久子, 1911–2004), japanische Prinzessin
- Kikuko Inoue (Synchronsprecherin) (井上 喜久子 Inoue Kikuko, * 1964), japanische Synchronsprecherin
- Kawakami Kikuko (川上 喜久子, 1904–1985), japanische Schriftstellerin